# مين تشو
مين تشو (بالإنجليزية: Min Zhou)‏ هي عالمة اجتماع أمريكية، ولدت في 14 يوليو 1956 في زونغشان في الصين.